# Замок в Испании
«Замок в Испании» (фр. Un château en Espagne) — художественный фильм в жанре драматической комедии французского режиссёра и сценариста Изабель Доваль. Премьера фильма во Франции состоялась 20 февраля 2008 года.

## Сюжет
11-летние Максим и Эстебан живут на одной лестничной площадке. Они — закадычные друзья, и у них всегда есть множество желаний и замыслов. Максим растёт без отца. Его мать, Эмма, по профессии — адвокат. Она всегда занята своими делами и не может дать своему сыну родительского тепла. Поэтому Максим находит домашний очаг в семье Эстебана. Кажется, что их детство и дружба никогда не кончатся, до тех пор, пока Луису, отцу Эстебана, не приходится вернуться по делам на родину, в Испанию.

## В ролях
| Актёр                  | Роль                                |
| ---------------------- | ----------------------------------- |
| Жан Сенежу             | Максим Бреаль                       |
| Мартин Жобер           | Эстебан Маркес                      |
| Анн Броше              | Эмма Бреаль мать Максима            |
| Анжела Молина          | Луна Маркес мать Эстебана           |
| Луис Омар              | Луис Маркес отец Эстебана           |
| Эяль Аму               | Маноло Маркес младший брат Эстебана |
| Гиём Делорм            | Энрике Маркес                       |
| Лорен Доваль           | Люсиль                              |
| Изабель Доваль         | Жанна мать Люсиль, подруга Эммы     |
| Томас Дусе             | Арсен                               |
| Стефан Фрейсс          | Пьер-Анри адвокат, ухажер Эммы      |
| Мишель Скотто ди-Карло | Жильбер бывший муж Эммы             |
| Паскаль Лорен          | профессор                           |
| Софи Мунико            | постановщик спектакля               |
| Ален Фромаже           | режиссёр спектакля Жером Ламбер     |

## Отзывы и критика
Ленту встретили смешанные, но преимущественно положительные отзывы; критиками были одобрены дуэт молодых актёров Мартина Жобера и Жана Сенежу, отсутствие явных клише, современный язык фильма, общий комедийный дух (по материалам Première, Elle и других).